# Belisana phurua
Belisana phurua är en spindelart som beskrevs av Huber 2005. Belisana phurua ingår i släktet Belisana och familjen dallerspindlar.
Artens utbredningsområde är Thailand. Inga underarter finns listade.